# A Rede Idiota e Outros Textos
A Rede Idiota e outros textos é o terceiro livro de Zeca Baleiro (o segundo de crônicas).
| “ | “A Rede Idiota é o título de um dos textos. Eu o escolhi porque acho forte, emblemático, diz muito sobre o teor do livro, porque grande parte dos textos é sobre a nossa relação com a tecnologia hoje em dia, sobre as benesses e as mazelas advindas disso.” | ” |

O lançamento oficial do livro, que leva o selo da "Editora Reformatório", aconteceu no dia 9 de setembro de 2014, na Livraria Cultura do Conjunto Nacional em São Paulo.

## Sinopse
| “ | "Por exatos cinco anos, entre 2008 e 2013, Zeca Baleiro escreveu crônicas mensais para a coluna 'Última Palavra', da revista IstoÉ. Cinquenta desses textos compõem a maior parte deste livro, no capítulo 1. O capítulo 2 é dedicado a textos sobre música, que o autor escreveu para o blog 'Questões Musicais', da revista Piauí. O capítulo 3 é composto de textos eventuais e esparsos, escritos sob encomenda para jornais e revistas como Correio Braziliense, Folha de S.Paulo e Globo Rural, entre outros. E o capítulo 4 contém arroubos de livre-pensar, divagações a esmo sobre o absurdo mundo em que vivemos. São textos inéditos, segundo o autor, escritos especialmente para encerrar este conjunto de alfarrábios de botequim. Trata-se de crônicas com contestação, indignação, pensamentos e sugestões de que existe mais de 50 tons de todas as cores. Reflexões sobre o tempo em que vivemos e que não pretende guardar nenhuma verdade definitiva, mas nos alertar de que há mentiras demais se propagando pela simples falta de pensar." | ” |

## Fonte
- A Rede Idiota e outros textos, Zeca Baleiro, Editora: Reformatório 2014, 224 págs , ISBN 8566887115